# オズ はじまりの戦い
『オズ はじまりの戦い』（オズ はじまりのたたかい、Oz: the Great and Powerful）は、2013年公開のサム・ライミ監督、デヴィッド・リンゼイ＝アベアーおよびミッチェル・カプナー脚本のファンタジー・アドベンチャー映画。オズ役にジェームズ・フランコが配役され、ミラ・キュニス、レイチェル・ワイズ、ミシェル・ウィリアムズ、ザック・ブラフ、ビル・コッブス、ジョーイ・キング、トニー・コックスが出演した。ライマン・フランク・ボームのオズ・シリーズを基にし、『オズの魔法使い』の設定の20年前を想定している。1939年のメトロ・ゴールドウィン・メイヤーによる映画『オズの魔法使い』の前日譚として、若き日のオズが描かれる。のちにオズの魔法使いとなる詐欺的魔術師オスカー・ディグス（フランコ）がオズの国に到着し、西の悪い魔女セオドラ（クニス）、東の悪い魔女エヴァノラ（ワイズ）、良い魔女グリンダ（ウィリアムズ）と出会う物語である。オスカーはその後魔女たちと自分との関係修復に手こずりながらオズの治安を回復する。
カプナーは長年興味を持ってきたオズの魔法使いのオリジナルのストーリーを発展させようとした。2009年、ウォルト・ディズニー・ピクチャーズは映画製作に同意し、ジョー・ロスが製作、グラント・カーティス、ジョシュア・ドーネン、フィリップ・ステュアー、パラク・パテルが製作総指揮となった。翌年、ライミが監督として雇われた。ロバート・ダウニー・Jr、ジョニー・デップが辞退した後、2011年2月にフランコが配役され、5ヶ月後にカメラテストとなった。
2013年2月14日、エル・キャピタン・シアターでプレミア上映され、3月8日にディズニーデジタル3-D、RealD、IMAX3Dおよび従来の映画館で一般公開された。評価は賛否両論だったが、興行的に成功し、世界中で4億9,300万ドルをあげた。

## あらすじ
1905年。小さなサーカス団で働く女たらしのペテン魔術師のオスカー・ディグズ（ジェームズ・フランコ）には野心があった。「この町カンザスには良い奴が沢山いる。だが俺はそれにならって"良い奴"になるつもりはない。俺は違う。俺がなりたいのは、"偉大な人間"さ」
そんなある時、オスカーはサーカスの怪力男の妻と浮気をし、それを知った怪力男はオスカーを脅す。オスカーが逃げようとして乗った熱気球が竜巻に巻き込まれ、彼はしなびた町カンザスから魅惑の国「オズ」へと飛ばされる。オスカーはそこで優しい地元の魔女のセオドラ（ミラ・キュニス）と出会う。セオドラはオスカーを予言通り、オズの国王を殺して王座を乗っ取った悪い魔女をやっつけるためにやってきた魔法使いと信じ込み、オスカーは非常に豊富な金銀に目が眩みこれを受けいれる。エメラルド・シティへ向かう途中、セオドラはオスカーに恋に落ちるが、彼は真面目に向き合うつもりはない。2人は飛ぶ猿フィンリーに出会う。オスカーがフィンリーをライオンから助けたことから、フィンリーはオスカーに人生を預ける。オスカーはフィンリーに本物の魔法使いではないことを明かし、「魔法使い」として嘘をつき通すことに協力しなくてはならずフィンリーを大いに苛立たせる。
エメラルド・シティではオスカーはセオドラの姉でロイヤル・アドバイザーのエヴァノラ（レイチェル・ワイズ）と会う。エヴァノラは彼に、悪い魔女はダーク・フォレストに住んでおり、彼女の魔力の源である杖を壊すことで彼女を殺すことができると語る。悪い魔女の殺害に成功すればエヴァノラはオスカーの王位継承に同意すると語る。オスカーとフィンリーがダーク・フォレストに向かう途中、悪い魔女に村を崩壊され家族を殺害された陶器の少女と出会う。オスカーは陶器の少女の壊れた足を接着剤で修復する。彼らは森にたどり着いて杖を奪うが、彼らは「悪い魔女」と呼ばれていたのは実は良い魔女グリンダ（ミシェル・ウィリアムズ）だと判明する。彼女こそが亡くなった国王の娘で、エヴァノラが本当の「悪い魔女」だと語る。エヴァノラはこの様子を水晶玉を通して見ており、セオドラにオスカーが自分を含めた魔女3人と交際しようとしていると思い込ませる。エヴァノラは傷付いたセオドラの心を癒すと騙して魔法のリンゴを食べさせると、セオドラは緑の肌の怪物のような姿に変身してしまう。グリンダはオスカーたち一行をエヴァノラが送ったウィンキー軍隊や飛ぶヒヒから逃げるためオズの南にある自分の領土に連れていく。グリンダはオスカーが本物の魔法使いではないと知りながら、彼こそがエヴァノラを止めることができると信じて信頼する。グリンダが用意した軍隊が農民、ブリキ職人、マンチキンだったことにオスカーは落胆する。セオドラがグリンダの領土にやってきて、怒りを露わにしながら自分のおぞましい姿をオスカーに見せる。セオドラはエメラルド・シティのよく訓練された軍隊でオスカーとその仲間たちを殺すと脅す。オスカーは命の危険に絶望する。オスカーは陶器の少女に尊敬するトーマス・エジソンの話をした後、手品とエジソンの技術を組み合わせたプランを思いつき、グリンダ他、農民、ブリキ職人、マンチキンたちと準備を始める。
グリンダと農民たちはエメラルド・シティで深い霧を起こしてカカシを使った偽の軍隊を仕掛ける。騙された魔女たちは飛ぶヒヒを送り込むとケシの急性中毒で飛ぶヒヒたちは眠ってしまう。しかし無事であった2匹の飛ぶヒヒとエヴァノラがグリンダを捕まえ、市民広場に連れていって鎖につなぐ。オスカーは仲間と共にエメラルド・シティに潜入するが、オスカーは皆を残して1人で金を盗んで熱気球で逃げるところである。セオドラは火の玉で熱気球を破壊するが、オスカーは実は乗っていなかった。悪い魔女たちはグリンダを殺そうとした時、オスカーは自分が生きていることを仲間たちにこっそり明かす。隠していたスモーク・マシンや映写機を使って、オスカーは自分の顔を大きく映し出し、炎や煙でリアルに見せ、星の爆発と見せかけて花火を上げて悪い魔女たちを怯えさせる。エヴァノラは恐れて城に隠れ、セオドラは「無敵」となった魔法使いを攻撃するがうまくいかず、ほうきに乗って逃げる。オスカーはセオドラを呼び止め、心を入れ替えれば歓迎すると語るが、セオドラはこれを拒否して西に逃げ、オスカーは心を痛める。陶器の少女がグリンダを解放すると、王室でグリンダとエヴァノラは魔力で戦う。グリンダは悪い魔女のエメラルドのネックレスを壊すと、悪い魔女が本当の姿を現す。追放されたエヴァノラは2匹の飛ぶヒヒに助けられ、復讐を誓って東へ逃げる。
オズの統治者となったオスカーは強力な魔法使いであると信じさせるため映写機を残す。彼は友人たちに贈り物をする。マシンを作るのを助けたブリキ職人の長にはオスカーのキャンプ用ポケット・ナイフ、マンチキンのいつも不機嫌な使者ナックには笑顔の仮面、長い付き合いのフィンリーにはオスカーの友情の証としてシルクハットを、陶器の少女には新たな家族として友情を捧げる。オスカーはグリンダを映写機のカーテンの裏に連れていき、より良い人間になれたお礼としてキスをする。
これはペテン魔術師だったオスカーが、いかにして偉大なる大魔術師オズとなり、また良き人間に生まれ変わってゆくかを描く物語である。

## 登場人物
オズ / オスカー・ディグス
演 - ジェームズ・フランコ、日本語吹替 - 花輪英司
主人公。女たらしの詐欺師、魔術師、旅芸人。サーカスのツアー公演で中西部にやってくる。過ちを犯し、熱気球で逃げようとしたが、熱気球ごと竜巻で飛ばされオズの国に到着すると、国に平和をもたらす魔法使いと勘違いされ、そのままオズの人々を騙す。
西の魔女セオドラ
演 - ミラ・キュニス、日本語吹替 - 小林沙苗
純真な良い魔女でオズの国の良心。オスカーこそがダーク・フォレストに住む悪のグリンダを倒してくれる魔法使いと信じ、彼に惹かれていく。徐々にエヴァノラに操られ、オスカーはグリンダのために自分を裏切ったと思い込み、「西の悪い魔女」になっていく。
東の魔女エヴァノラ
演 - レイチェル・ワイズ、日本語吹替 - 甲斐田裕子
セオドラの姉でエメラルド・シティの摂政。オズの国王の元顧問であったが、国王を殺して彼の娘のグリンダを犯人に仕立て上げる。悪い魔女となり、緑のネックレスを着用することにより醜い姿を隠して若い女性の姿になっている。オスカーにグリンダは王を殺害した犯人で、グリンダこそが悪い魔女だと嘘を吹き込む。
南の魔女グリンダ / アニー
演 - ミシェル・ウィリアムズ、日本語吹替 - 園崎未恵
南の良い魔女で亡き国王の娘。農民、ブリキ職人、マンチキンの住むオズの中の平和な領域を統治、守護している。当初オスカーはグリンダこそがオズの国を脅かす悪い魔女だと信じ込んでいた。オスカーをエヴァノラを倒す運命に導き、お互い惹かれていく。
ミシェル・ウィリアムズはオスカーの元彼女で未来のドロシーの母親となるアニー役も演じる。
フィンリー（声） / フランク
演 - ザック・ブラフ、日本語吹替 - 小森創介
ライオンから救ってくれたオスカーを、予言された魔法使いだと信じて人生を預ける。オスカーが実は魔法使いではないと明かすとフィンリーは人生を預けたことをすぐに後悔するが、忠実な仲間となる。
ブラフは、カンザスでオスカーの忠実なアシスタントであったフランクも演じる。
ティンカーの親方
演 - ビル・コッブス、日本語吹替 - 塾一久
グリンダが統治するティンカー（ブリキ職人）のリーダー。のちにブリキの木こりを作る。
陶器の少女（声） / 車いすの少女
演 - ジョーイ・キング、日本語吹替 - 飯野茉優
全て陶器でできているチャイナ・タウンの陶器の少女。エヴァノラにより家が壊され、オスカーに発見された時には家に1人取り残され、オスカーが接着剤で足を直してから少女はオスカーに対して強い友情を感じる。
キングはカンザスのサーカス公演でオスカーのマジック・ショーを見にきた車いすの少女も演じる。
ナック
演 - トニー・コックス、日本語吹替 - 多田野曜平
エメラルド・シティに住む短気のヘラルドでファンファーレを演奏する。
ウィンキーの門番
演 - スティーブン・R・ハート、ブルース・キャンベル
メイ
演 - アビゲイル・スペンサー、日本語吹替 - 石松千恵美
カンザスでのオスカーの一時的なマジック・アシスタントで、オスカーの浮気相手の1人。
怪力男
演 - ティム・ホームズ、日本語吹替 - 北川勝博
オスカーが自分の妻を誘惑しようとしたことでオスカーを攻撃し、オスカーは熱気球で逃げようとしてオズに飛ばされる。
疑うティンカー
演 - テッド・ライミ、日本語吹替 - 宗矢樹頼
サム・ライミはしばしば友人や過去の作品の出演者らをカメオ出演させており、弟のテッド・ライミをオスカーのマジック・ショーで「ワイヤーが見える」と叫ぶ役に配役した。
ミスター・ボーム
演 - ラッセル・ボビット、日本語吹替 － 滝知史
少女の母
演 - シャノン・マレー、日本語吹替 - 野村須磨子
少女の父
演 - ラルフ・リスナー、日本語吹替 - 仲野裕
怪力男の妻
演 - トニー・ワイン、日本語吹替 - 小林希唯
カドリング鍛冶屋
演 - アーノルド・エイジー、日本語吹替 － 秋吉徹
カドリングパン屋
演 - デポラ・プエット、日本語吹替 - 棟方真梨子
カドリングお針子
テレサ・ティリー、日本語吹替 - 内田晴子
その他の日本語吹き替え

他に彼の恩師のうち2人ジム・モールとジム・バードがエメラルド・シティの市民役で、1981年のサム・ライミ監督デビュー作『死霊のはらわた』からエレン・サンドワイズ、ベッツィ・ベイカー、テレサ・ティリーの3名が農民役で出演している。

## 製作

### ディズニーとオズの歴史
1937年に『白雪姫』が成功すると、ウォルト・ディズニーはL・フランク・ボームの児童小説『オズの魔法使い』の第1巻をアニメ映画化する計画を立てた。だがウォルト・ディズニー・スタジオ会長のロイ・O・ディズニーは、映画化権はサミュエル・ゴールドウィンへ売却済みであることを知り、そして彼も1938年にルイス・B・メイヤーへ転売した。そのプロジェクトはメトロ・ゴールドウィン・メイヤーの下で進み、1938年にジュディ・ガーランド、レイ・ボルジャー、バート・ラー、ジャック・ヘイリー、マーガレット・ハミルトン、ビリー・バークが出演して『オズの魔法使』が製作され、1939年に公開された。
1954年、ウォルト・ディズニー・プロデクジョンズは残り13巻分の『オズ』の映画化権を獲得すると、テレビ番組『ディズニーランド』で使用し、さらに実写映画『Rainbow Road to Oz』の企画を進めたが、最終的に中止された。1985年、ディズニーは1939年の映画の非公式続編となる映画『オズ』を公開したが商業的にも批評的にも失敗したが、カルト映画として人気を上げている。『オズ』以降ディズニーはオズ・シリーズの映画化権を失い、その後1956年にパブリックドメインとなったことで再び映画化権を得た。

### 企画
脚本のミッチェル・カプナーは、魔法使いオズの起源を探ることに興味をそそられた。プロデューサーのジョー・ロスも同様に考え、さらに「...ウォルト・ディズニー・スタジオが企画に費した数年間、私は善良で強い男主人公のおとぎ話を見つけることがいかに難しいかを学んだ。あなたにはあなたの眠れる森の美女、シンデレラ、シンデレラ、アリスがある。だけど男主人公のおとぎ話を手に入れるのは非常に困難だ。でもオズの魔法使いの起源の物語によって、自然な男主人公のおとぎ話が登場する。これが、純粋に追求する価値があった映画のためのアイデアだったと考えた理由だ」と述べた。カプナーと共同脚本のパラク・パテルはソニー・ピクチャーズにアイデアを提示したが、断られた。2009年、ウォルト・ディズニー・ピクチャーズの下でプロジェクトが進むこととなった。脚本書き直しにはデヴィッド・リンゼイ＝アベアーが雇われ、パテルは製作総指揮としてクレジットされた。

### プリプロダクション
2010年4月時点でロスはオズ役にはロバート・ダウニー・Jrを考えていた。同年夏までにサム・ライミが監督に決まった。他にはサム・メンデスやアダム・シャンクマンが候補に挙がっていた。2011年1月、ライミはダウニーとの交渉を再開しようと考えていたが、後に彼はダウニーが既に興味を失っていることに気づいた。その後、以前に『パイレーツ・オブ・カリビアン』シリーズや『アリス・イン・ワンダーランド』でディズニーとコラボレーションしたジョニー・デップへ話が持ちかけられた。デップは役柄を気に入ったが、同じくディズニー映画の『ローン・レンジャー』の契約も抱えているために断った。撮影開始予定日まで5ヶ月に迫った2月に入っても未だ主役は決まらず、そしてジェームズ・フランコへ700万ドルの出演料で交渉された。フランコとライミは以前に『スパイダーマン』三部作でも組んでいた。フランコは役作りのためにマジシャンのランス・バートンから訓練を受けた。
配給側は映画の製作費を2億ドルと希望した。
ライミはグリンダ役にヒラリー・スワンクを推していたが、スタジオ側と意見が対立し、最終的にミシェル・ウィリアムズに決定した。
2011年6月、ダニー・エルフマンが作曲者に選ばれた。これは、『スパイダーマン2』（2004年）によりライミとエルフマンが仲違いし、2度と一緒に働くことはないというエルフマンの宣言を打ち崩すこととなった。
キャスト募集はミシガン州の地元俳優に対して行われた。

### 撮影
主要撮影は2011年7月25日よりミシガン州ポンティアックのローリー・ミシガン・スタジオで3Dカメラを用いて行われた。
ライミは撮影の際にCGIと同時に物理的なセットを使う方式を選んだ。物理的なセットを組むことにより、俳優は視覚的に参照しつつ演技をすることができた。クロマキー合成は背景部分だけで使われた。CGキャラクターの声を務めるザック・ブラフとジョーイ・キングも現場を訪れ、その場面になると他の俳優と実際に会話をした。陶磁器の少女もまた本物の人形が現場に持ち込まれた。

### 音楽
映画音楽はダニー・エルフマンが手がけた。
シンガーソングライターのマライア・キャリーは本作のサウンドトラックに楽曲「オールモスト・ホーム」を提供した。シングルは2013年2月19日のアイランド・レコードより発売された。

#### サウンドトラック
『オズ はじまりの戦い オリジナル・サウンドトラック』は2013年3月5日にウォルト・ディズニー・レコーズより発売された。
| 全作曲: ダニー・エルフマン。 |                                      |      |                    |      |
| #                            | タイトル                             | 作詞 | 作曲・編曲         | 時間 |
| 1.                           | 「メイン・タイトル」                 |      | ダニー・エルフマン | 2:57 |
| 2.                           | 「シリアス・トーク」                 |      | ダニー・エルフマン | 2:23 |
| 3.                           | 「オズの誓い」                       |      | ダニー・エルフマン | 1:58 |
| 4.                           | 「不思議な世界」                     |      | ダニー・エルフマン | 1:48 |
| 5.                           | 「ここはどこ?/魔女とおしゃべり」     |      | ダニー・エルフマン | 2:05 |
| 6.                           | 「焚き火での踊り」                   |      | ダニー・エルフマン | 1:19 |
| 7.                           | 「フィンリーとの出会い」             |      | ダニー・エルフマン | 1:57 |
| 8.                           | 「エメラルド・パレス」               |      | ダニー・エルフマン | 0:47 |
| 9.                           | 「王の財宝/サルの考え」              |      | ダニー・エルフマン | 2:56 |
| 10.                          | 「陶器の町」                         |      | ダニー・エルフマン | 3:07 |
| 11.                          | 「ウソ泣き」                         |      | ダニー・エルフマン | 1:47 |
| 12.                          | 「グリンダと遭遇」                   |      | ダニー・エルフマン | 1:43 |
| 13.                          | 「マンチキンたちの歓迎の歌」         |      | ダニー・エルフマン | 0:41 |
| 14.                          | 「邪悪な魔女」                       |      | ダニー・エルフマン | 4:32 |
| 15.                          | 「泡に乗って」                       |      | ダニー・エルフマン | 2:48 |
| 16.                          | 「過剰な期待/青いリンゴ」            |      | ダニー・エルフマン | 4:58 |
| 17.                          | 「兵士たちと対面」                   |      | ダニー・エルフマン | 1:18 |
| 18.                          | 「軍からの攻撃?」                    |      | ダニー・エルフマン | 0:29 |
| 19.                          | 「セオドラの侵入/操られたワルツ」    |      | ダニー・エルフマン | 1:51 |
| 20.                          | 「脅威」                             |      | ダニー・エルフマン | 2:07 |
| 21.                          | 「おやすみの時間/戦いの用意」        |      | ダニー・エルフマン | 7:00 |
| 22.                          | 「シュプレヒコール」                 |      | ダニー・エルフマン | 2:13 |
| 23.                          | 「破壊」                             |      | ダニー・エルフマン | 2:38 |
| 24.                          | 「偉大なるオズ」                     |      | ダニー・エルフマン | 1:25 |
| 25.                          | 「花火/魔女の戦い」                  |      | ダニー・エルフマン | 1:39 |
| 26.                          | 「贈り物」                           |      | ダニー・エルフマン | 5:54 |
| 27.                          | 「エンド・クレジット・フロム・オズ」 |      | ダニー・エルフマン | 1:59 |

## 公開
撮影開始前の2011年5月、配給のウォルト・ディズニー・ピクチャーズはアメリカ公開日を2013年3月8日と発表した。Moviefoneによると、ディズニー側は『オズ』にはティム・バートンの『アリス・イン・ワンダーランド』（2010年）に匹敵する商業的成功を望んでいる。

## 興行収入
アメリカでは2週連続1位となり、制作費の2億ドルを越える興行収入を記録するなど大ヒットした。日本では、初登場二位を記録し、6週連続で週末興行収入ベスト10入りした。

## 評価
2013年3月8日時点でRotten Tomatoesでの支持率は113件の批評家レビューで56%、平均点は5.9/10となっている。Metacriticでは33媒体のレビューで加重平均値は44/100となっている。